# Új Cimbora
Új Cimbora – Szatmárnémetiben, majd Kolozsváron 1933–40 között havonta kétszer megjelent képes gyermeklap. Alapítója és első szerkesztője Ferenczy László Marcella, majd halála után, 1940. március 31-től (férje) Teleky József. Fejlécében 1938-ig „Az Új Cimbora Családszövetség” gyermeklapjának nevezi magát, főmunkatársként Kormos Jenő, Nagy Kálmán, Simon Sándor, Teleky Dezső neve szerepel az impresszumban. 1940. december 1-jével szűnt meg.
A Benedek Elek Cimboráját címében kifejezve is előzményének valló gyermeklap az 1930-as években a magyar óvodák és iskolák hálózata révén gyorsan elterjedt és kedvelt kiadvány volt. A benne megjelenő gyermekversek, rövid prózai írások szerzői között az akkori idők erdélyi magyar gyermekirodalmának igen sok ismert szerzőjét megtaláljuk: L. Ady Mariska, Csűrös Emília, Földes Zoltán, P. Jánossy Béla, Kirjákné Kovács Emma, Krüzselyi Erzsébet, Kubán Endre, Lévai Lajos, Nits István, Sebesi Samu, Teleky Dezső nevét, írásait. Szívesen közölt a lap az akkor már klasszikusnak számító magyar gyermekirodalomból: Benedek Elek, Gaál Mózes, Kozma Andor, Muraközi Gyula, Pósa Lajos, Szabolcska Mihály, Gáspár János és Ősz János meséiből, a kortárs magyar irodalomból Kosztolányi Dezsőtől, Móra Ferenctől, Móricz Zsigmondtól. De találkozunk hasábjain Dsida Jenő és az akkor még csak 12 éves Nemes Nagy Ágnes verseivel, Cselényi Béla angolból fordított meséjével is. 1937-ben folytatásokban közli Horváth Sarolta Szerencse fel! című regényét, amely a Zsil-völgye bányavilágába viszi el a gyermekolvasókat, Teleky Dezső pedig Brazília érdekes természeti világával ismerteti meg őket.
Az akkori nyomdatechnika lehetőségeihez főképp vonalas grafikával kívánt alkalmazkodni. Rendszeres grafikus munkatársai Felszeghy Jolán, Gulyás Károly, Jelinek Antal, Kormos Jenő, Teleky József voltak.